# Asha Greyjoy
Asha Greyjoy é uma personagem fictícia da série de fantasia As Crônicas de Gelo e Fogo, do escritor norte-americano George R. R. Martin Introduzida nas notas adicionais do primeiro primeiro livro da série, A Game of Thrones (1996), ela é citada em A Storm of Swords (2000) e volta a aparecer em A Clash of Kings (1998), A Feast for Crows (2005) e A Dance with Dragons (2011). Asha é a filha de Balon Greyjoy, o Lorde das Ilhas de Ferro do reino de Westeros e irmã mais velha de Theon Greyjoy. Desde cedo tratada pelo pai como um menino e treinada para ser a sua herdeira, e pela mãe para ser ousada, tornou-se uma mulher selvagem e obstinada, que comanda o seu próprio navio e lidera os seus homens em batalha.
Na série de televisão da HBO baseada na literatura de Martin, Game of Thrones, Asha tem seu nome mudado para Yara Greyjoy, de maneira a não confundir com outra personagem da saga, a Selvagem  Osha. Yara, a personagem televisiva, é bissexual, diferente da heterossexual Asha dos livros. Ela é interpretada pela atriz inglesa Gemma Whelan.

## Perfil
Quando criança Asha era um menina magra, de pernas finas e rosto cheio de espinhas. Hoje no meio da casa dos vinte anos, ela é esbelta e de pernas compridas, com olhos escuros e cabelo preto curto. Seu rosto é fino, com um nariz grande e aguçado e pele queimada pelo vento. Em seu pescoço há uma cicatriz rosa desbotada. Desafiando os papéis clássicos da cultura de gênero em Westeros, Asha ficou horrorizada desde o início com a ideia de se tornar apenas a esposa de um lorde na vida. Depois que seus dois irmãos mais velhos morreram e seu irmão mais novo foi feito refém, seu pai, Balon, começou a vê-la como herdeira, tratando-a como se fosse um filho. Asha lidera seus homens pessoalmente na batalha e comanda seu próprio navio, o Vento Negro; tem a devoção de sua tripulação, que tem um orgulho perverso das ações de sua capitã. De acordo com Asha, metade deles a ama como uma filha enquanto a outra metade quer dormir com ela. Independentemente disso, ela ama seus homens e está disposto a morrer por eles, assim como eles por ela. Ela também é bem querida pelos servos de  Pyke e pelo povo de Lordsport e não professa a adoração ao Deus Afogado, a religião dos habitantes das Ilhas de Ferro.

## Biografia

### Série litéraria
Em A Clash of Kings, quando do retorno de Theon Greyjoy às Ilhas de Ferro depois de anos crescendo com a Casa Stark em Winterfell, Asha está na Grande Wyk levando mensagens para seu pai Lord Balon. Depois de navegar de volta para Pyke, ela se passa por "Esgred", a esposa de um carpinteiro naval, e flerta com Theon, que não a reconhece depois de tantos anos longe de casa, para testar a sua natureza. A ingênua arrogância de Theon a diverte, mas ele fica zangado com o truque de Asha e com sua posição. Em uma festa naquela noite em Pyke, ela toma o lugar de honra ao lado de seu pai, fazendo Theon se sentir enganado. Durante a Guerra dos Cinco Reis, Asha comanda trinta navios de guerra da armada de  Balon Greyjoy para a invasão do Norte. Depois de pararem em Ten Towers para visitar sua mãe, Alannys Harlaw, Asha lidera a tomada de Deepwood Motte. Após a captura de Winterfell, Theon envia Stygg para solicitar reforços de sua irmã. Asha viaja pela Floresta dos Lobos para visitar Theon em Winterfell, mas se recusa a ficar e ajudá-lo a defender o castelo. Os dez homens deixados por ela eventualmente abandonam Theon antes da batalha em Winterfell.
Em A Feast for Crows, após a morte de Lorde Balon, o tio de Asha, Aeron Greyjoy, está indignado com a possibilidade de uma mulher ser a líder dos Nascidos do Ferro ou que seu irmão, Euron Greyjoy, esteja reclamando o trono. O sacerdote então convoca um  kingsmoot, o ritual da escolha de um novo rei, na Velha Wyk. Asha retorna às ilhas pra reclamar o trono trazendo com ela, cativa, Lady Sybelle Glover e seus filhos, Gawen e a infante Erena Glover. Em Ten Towers, ela informa a seu tio, Lord Rodrik Harlaw, que procurou por Theon em Winterfell depois que ele foi derrotado pelos  Bolton, mas foi incapaz de identificá-lo entre os corpos. A maior parte de seu apoio vem da Casa Harlaw, a casa de sua mãe, Lady Alannys Harlaw, mas Asha também é apoiada por Tristifer Botley (cuja proposta de casamento ela recusa), Lord Baelor Blacktyde, Lorde Meldred Merlyn e Harmund Sharp. Rodrik oferece o nome de Asha como herdeira de Ten Towers, e ela recusa, desejando, em vez disso, o trono de seu pai. Na Velha Wyk, Asha percebe que não tem tanto apoio quanto esperava. Ela então oferece-se para dividir o governo e apoiar seu tio Victarion, o Senhor Capitão da Frota de Ferro, se ele for sua Mão do Rei. Victarion se recusa, porque nenhum rei das Ilhas jamais teve um, muito menos uma mulher, e ele discorda de seus planos para acabar com a guerra. No kingsmoot, Asha desafia o velho e obeso Erik Ironmaker a se levantar de sua cadeira, seu apoio desmoronando quando ele não consegue. Quando ela faz sua própria reivindicação, seus maiores defensores são Tris Botley, Sor Harras Harlaw e a guerreira Qarl, jurada a seu pai. Com a proposta de fazer a paz e aliança com o Norte em troca de Sea Dragon Point e Stony Shore, Asha consegue uma quantidade surpreendente de apoio. A multidão, no entanto, em última análise, favorece seu tio, Euron, e Asha foge com seus homens.
Em A Dance with Dragons, Asha chega a Ten Towers fugindo da Velha Wyk depois do kingsmoot e descobre que seu tio Euron a casou com o velho Erik Ironmaker usando um selo real para representá-la no casamento. Ela o amaldiçoa mas admira a astúcia de Euron: essa ação impede que ela se ofereça em casamento a outro senhor e ganhe seu apoio. Ela retorna a Deepwood Motte com quatro navios, menos de duzentos homens e Lady Glover, cujos filhos permanecem em Ten Towers. Após a queda de Moat Cailin, Ramsay Bolton envia uma tira da pele esfolada de Theon Greyjoy de Barrowton a Deepwood Motte, alertando Asha a deixar o Norte ou compartilhar o destino de seu irmão. Ela recusa a recomendação de Tris Botley para fugir e se tornar uma mercadora.  Quando Deepwood Motte é atacada pelo exército de Stannis Baratheon, Asha mata um batedor e depois foge com seus Homens de Ferro em direção a seus navios na Baía de Gelo. Eles são sobrepujados em número, porém, na Floresta dos Lobos e derrotados na luta por Deepwood Motte. Alysane Mormont queima ou captura os barcos de Asha. Ela é feita prisioneira por Stannis e levada junto em sua marcha para Winterfell. Alysane guarda o prêmio do rei, que é acorrentada e acha que seu tornozelo está quebrado. Ser Justin Massey corteja Asha, que acha que o cavaleiro quer se casar com ela para reivindicar as Ilhas de Ferro e Morgan Liddle pede desculpas por tê-la insultado durante a batalha. Uma tempestade de neve cai durante a marcha, no entanto, e o exército se detém em uma pequena vila a cerca de três dias de Winterfell, com poucas provisões restantes. Os Homens da Rainha, nobres membros da corte de Stannis como Ser Clayton Suggs, pedem que Asha seja sacrificada a  R'hllor em uma tentativa de acabar com a nevasca e ela testemunha a imolação de homens de Peasebury acusados de canibalismo. Asha e Clayton são recebidos por Tycho Nestoris, do Banco de Ferro de Braavos, que chegou de Deepwood com uma escolta da tripulação sobrevivente de Asha, incluindo Qarl e Tris. Também com eles estão Arya Stark e Theon Greyjoy, que escaparam de Ramsay em Winterfell, mas Asha mal reconhece seu irmão torturado.

#### Genealogia
| \| \| \| \| \| Lady Stonetree \| Lady Stonetree \| Lady Stonetree \| Lady Stonetree \| Lady Stonetree \| Lady Stonetree \| \| \| \| \| \| \| \| \| \| \| \| \| \| \| \| \| \| \| \| \| \| \| Quellon[a] \| Quellon[a] \| Quellon[a] \| Quellon[a] \| Quellon[a] \| Quellon[a] \| \| \| \| \| \| \| \| \| \| \| \| \| \| \| \| \| \| \| \| \| \| \| \| \| \| \| \| \| \| \| \| \| \| \| \| \| \| \| Lady Piper[a] \| Lady Piper[a] \| Lady Piper[a] \| Lady Piper[a] \| Lady Piper[a] \| Lady Piper[a] \| \| \| \| \| \| Lady Stonetree \| Lady Stonetree \| Lady Stonetree \| Lady Stonetree \| Lady Stonetree \| Lady Stonetree \| \| \| \| \| \| \| \| \| \| \| \| \| \| \| \| \| \| \| \| \| \| \| Quellon[a] \| Quellon[a] \| Quellon[a] \| Quellon[a] \| Quellon[a] \| Quellon[a] \| \| \| \| \| \| \| \| \| \| \| \| \| \| \| \| \| \| \| \| \| \| \| \| \| \| \| \| \| \| \| \| \| \| \| \| \| \| \| Lady Piper[a] \| Lady Piper[a] \| Lady Piper[a] \| Lady Piper[a] \| Lady Piper[a] \| Lady Piper[a] \| \| \| \| \| \| \| \| \| \| \| \| \| \| \| \| \| \| \| \| \| \| \| \| \| \| \| \| \| \| \| \| \| \| \| \| \| \| \| \| \| \| \| \| \| \| \| \| \| \| Lady Sunderly[b] \| \| \| \| \| \| \| \| \| \| \| \| \| \| \| \| \| \| \| \| \| \| \| \| \| \| \| \| \| \| \| \| \| \| \| \| \| \| \| \| \| \| \| \| \| \| \| \| \| \| \| \| \| \| \| \| \| \| \| \| \| \| \| \| \| \| \| \| \| \| \| \| \| \| \| \| \| \| \| \| \| \| \| \| \| \| \| \| \| \| \| \| \| \| \| \| \| \| \| \| \| \| \| \| \| \| \| \| \| \| \| \| \| \| \| \| \| \| \| \| \| \| \| \| \| \| \| \| \| \| \| \| \| \| \| \| \| \| \| \| \| \| \| \| \| \| \| \| \| \| \| \| \| \| \| \| \| \| \| \| \| \| \| \| \| \| \| \| \| \| \| \| \| \| \| \| \| \| \| \| \| \| \| \| \| \| \| \| \| \| \| \| \| \| \| \| \| \| \| \| \| \| \| \| \| \| \| \| \| \| \| \| \| \| \| \| \| \| \| \| \| \| \| \| \| \| \| \| \| \| \| \| \| \| \| \| \| \| \| \| \| \| \| \| \| \| \| \| \| \| \| \| \| \| \| \| \| \| \| \| \| \| \| \| \| \| \| \| \| \| \| \| \| \| \| \| \| \| \| \| \| \| \| \| Harlon[b] \| Harlon[b] \| Harlon[b] \| Harlon[b] \| Harlon[b] \| Harlon[b] \| \| \| Quenton[b] \| Quenton[b] \| Quenton[b] \| Quenton[b] \| Quenton[b] \| Quenton[b] \| \| \| Donel[b] \| Donel[b] \| Donel[b] \| Donel[b] \| Donel[b] \| Donel[b] \| \| \| Balon IX[c] \| Balon IX[c] \| Balon IX[c] \| Balon IX[c] \| Balon IX[c] \| Balon IX[c] \| \| \| Alannys Harlaw[d][c] \| Alannys Harlaw[d][c] \| Alannys Harlaw[d][c] \| Alannys Harlaw[d][c] \| Alannys Harlaw[d][c] \| Alannys Harlaw[d][c] \| \| \| Euron III "Olho de Corvo"[c] \| Euron III "Olho de Corvo"[c] \| Euron III "Olho de Corvo"[c] \| Euron III "Olho de Corvo"[c] \| Euron III "Olho de Corvo"[c] \| Euron III "Olho de Corvo"[c] \| \| \| Victarion[c] \| Victarion[c] \| Victarion[c] \| Victarion[c] \| Victarion[c] \| Victarion[c] \| \| \| Urrigon[b] \| Urrigon[b] \| Urrigon[b] \| Urrigon[b] \| Urrigon[b] \| Urrigon[b] \| \| \| Aeron "Cabelo-Molhado"[c] \| Aeron "Cabelo-Molhado"[c] \| Aeron "Cabelo-Molhado"[c] \| Aeron "Cabelo-Molhado"[c] \| Aeron "Cabelo-Molhado"[c] \| Aeron "Cabelo-Molhado"[c] \| \| \| Robin[b] \| Robin[b] \| Robin[b] \| Robin[b] \| Robin[b] \| Robin[b] \| \| \| \| \| \| Harlon[b] \| Harlon[b] \| Harlon[b] \| Harlon[b] \| Harlon[b] \| Harlon[b] \| \| \| Quenton[b] \| Quenton[b] \| Quenton[b] \| Quenton[b] \| Quenton[b] \| Quenton[b] \| \| \| Donel[b] \| Donel[b] \| Donel[b] \| Donel[b] \| Donel[b] \| Donel[b] \| \| \| Balon IX[c] \| Balon IX[c] \| Balon IX[c] \| Balon IX[c] \| Balon IX[c] \| Balon IX[c] \| \| \| Alannys Harlaw[d][c] \| Alannys Harlaw[d][c] \| Alannys Harlaw[d][c] \| Alannys Harlaw[d][c] \| Alannys Harlaw[d][c] \| Alannys Harlaw[d][c] \| \| \| Euron III "Olho de Corvo"[c] \| Euron III "Olho de Corvo"[c] \| Euron III "Olho de Corvo"[c] \| Euron III "Olho de Corvo"[c] \| Euron III "Olho de Corvo"[c] \| Euron III "Olho de Corvo"[c] \| \| \| Victarion[c] \| Victarion[c] \| Victarion[c] \| Victarion[c] \| Victarion[c] \| Victarion[c] \| \| \| Urrigon[b] \| Urrigon[b] \| Urrigon[b] \| Urrigon[b] \| Urrigon[b] \| Urrigon[b] \| \| \| Aeron "Cabelo-Molhado"[c] \| Aeron "Cabelo-Molhado"[c] \| Aeron "Cabelo-Molhado"[c] \| Aeron "Cabelo-Molhado"[c] \| Aeron "Cabelo-Molhado"[c] \| Aeron "Cabelo-Molhado"[c] \| \| \| Robin[b] \| Robin[b] \| Robin[b] \| Robin[b] \| Robin[b] \| Robin[b] \| \| \| \| \| \| \| \| \| \| \| \| \| \| \| \| \| \| \| \| \| \| \| \| \| \| \| \| \| \| \| \| \| \| \| \| \| \| \| \| \| \| \| \| \| \| \| \| \| \| \| \| \| \| \| \| \| \| \| \| \| \| \| \| \| \| \| \| \| \| \| \| \| \| \| \| \| \| \| \| \| \| \| \| \| \| \| \| \| \| \| \| \| \| \| \| \| \| \| \| \| \| \| \| \| \| \| \| \| \| \| \| \| \| \| \| \| \| \| \| \| \| \| \| \| \| \| \| \| \| \| \| \| \| \| \| \| \| \| \| \| \| \| \| \| \| \| \| \| \| \| \| \| \| \| \| \| \| \| \| \| \| \| \| \| \| \| \| \| \| \| \| Rodrik[e][c] \| Rodrik[e][c] \| Rodrik[e][c] \| Rodrik[e][c] \| Rodrik[e][c] \| Rodrik[e][c] \| \| \| Maron[e][c] \| Maron[e][c] \| Maron[e][c] \| Maron[e][c] \| Maron[e][c] \| Maron[e][c] \| \| \| Asha Greyjoy[c][f] \| Asha Greyjoy[c][f] \| Asha Greyjoy[c][f] \| Asha Greyjoy[c][f] \| Asha Greyjoy[c][f] \| Asha Greyjoy[c][f] \| \| \| Erik Ironmaker[c] \| Erik Ironmaker[c] \| Erik Ironmaker[c] \| Erik Ironmaker[c] \| Erik Ironmaker[c] \| Erik Ironmaker[c] \| \| \| Theon[c] \| Theon[c] \| Theon[c] \| Theon[c] \| Theon[c] \| Theon[c] \| \| \| vários filhos bastardos[g] \| vários filhos bastardos[g] \| vários filhos bastardos[g] \| vários filhos bastardos[g] \| vários filhos bastardos[g] \| vários filhos bastardos[g] \| \| \| \| \| \| \| \| \| \| \| \| \| \| \| \| \| \| \| \| \| \| \| \| \| \| \| \| \| \| \| \| \| \| \| \| \| \| Rodrik[e][c] \| Rodrik[e][c] \| Rodrik[e][c] \| Rodrik[e][c] \| Rodrik[e][c] \| Rodrik[e][c] \| \| \| Maron[e][c] \| Maron[e][c] \| Maron[e][c] \| Maron[e][c] \| Maron[e][c] \| Maron[e][c] \| \| \| Asha Greyjoy[c][f] \| Asha Greyjoy[c][f] \| Asha Greyjoy[c][f] \| Asha Greyjoy[c][f] \| Asha Greyjoy[c][f] \| Asha Greyjoy[c][f] \| \| \| Erik Ironmaker[c] \| Erik Ironmaker[c] \| Erik Ironmaker[c] \| Erik Ironmaker[c] \| Erik Ironmaker[c] \| Erik Ironmaker[c] \| \| \| Theon[c] \| Theon[c] \| Theon[c] \| Theon[c] \| Theon[c] \| Theon[c] \| \| \| vários filhos bastardos[g] \| vários filhos bastardos[g] \| vários filhos bastardos[g] \| vários filhos bastardos[g] \| vários filhos bastardos[g] \| vários filhos bastardos[g] \| \| \| \| \| \| \| \| \| \| \| \| \| \| \| \| \| \| \| \| \| \| \| \| \| \| \| \| \| \| \| \| \| \| \| \| \| |        |        |        |                |                |                |                |                |                |         |         |         |         |  |  |              |              |              |              |              |              |  |  |                |                |                |                |                |                |  |  |                |                |                |                |                |                |  |  |                           |                           |                           |                           |                           |                           |  |  |               |           |           |           |           |           |  |  |         |         |         |         |         |         |  |  |                        |                        |                        |                        |                        |                        |  |  |       |       |       |       |            |            |            |            |            |            |
| Notas: 1. 2. 3. 4. 5. 6. 7. |        |        |        |                |                |                |                |                |                |         |         |         |         |  |  |              |              |              |              |              |              |  |  |                |                |                |                |                |                |  |  |                |                |                |                |                |                |  |  |                           |                           |                           |                           |                           |                           |  |  |               |           |           |           |           |           |  |  |         |         |         |         |         |         |  |  |                        |                        |                        |                        |                        |                        |  |  |       |       |       |       |            |            |            |            |            |            |
| |        |        |        | Lady Stonetree | Lady Stonetree | Lady Stonetree | Lady Stonetree | Lady Stonetree | Lady Stonetree |         |         |         |         |  |  |              |              |              |              |              |              |  |  |                |                |                |                |                |                |  |  | Quellon        | Quellon        | Quellon        | Quellon        | Quellon        | Quellon        |  |  |                           |                           |                           |                           |                           |                           |  |  |               |           |           |           |           |           |  |  |         |         |         |         |         |         |  |  |                        |                        |                        |                        |                        |                        |  |  |       |       |       |       | Lady Piper | Lady Piper | Lady Piper | Lady Piper | Lady Piper | Lady Piper |
| |        |        |        | Lady Stonetree | Lady Stonetree | Lady Stonetree | Lady Stonetree | Lady Stonetree | Lady Stonetree |         |         |         |         |  |  |              |              |              |              |              |              |  |  |                |                |                |                |                |                |  |  | Quellon        | Quellon        | Quellon        | Quellon        | Quellon        | Quellon        |  |  |                           |                           |                           |                           |                           |                           |  |  |               |           |           |           |           |           |  |  |         |         |         |         |         |         |  |  |                        |                        |                        |                        |                        |                        |  |  |       |       |       |       | Lady Piper | Lady Piper | Lady Piper | Lady Piper | Lady Piper | Lady Piper |
| |        |        |        |                |                |                |                |                |                |         |         |         |         |  |  |              |              |              |              |              |              |  |  |                |                |                |                |                |                |  |  |                |                |                |                |                |                |  |  |                           |                           |                           |                           |                           |                           |  |  | Lady Sunderly |           |           |           |           |           |  |  |         |         |         |         |         |         |  |  |                        |                        |                        |                        |                        |                        |  |  |       |       |       |       |            |            |            |            |            |            |
| |        |        |        |                |                |                |                |                |                |         |         |         |         |  |  |              |              |              |              |              |              |  |  |                |                |                |                |                |                |  |  |                |                |                |                |                |                |  |  |                           |                           |                           |                           |                           |                           |  |  |               |           |           |           |           |           |  |  |         |         |         |         |         |         |  |  |                        |                        |                        |                        |                        |                        |  |  |       |       |       |       |            |            |            |            |            |            |
| |        |        |        |                |                |                |                |                |                |         |         |         |         |  |  |              |              |              |              |              |              |  |  |                |                |                |                |                |                |  |  |                |                |                |                |                |                |  |  |                           |                           |                           |                           |                           |                           |  |  |               |           |           |           |           |           |  |  |         |         |         |         |         |         |  |  |                        |                        |                        |                        |                        |                        |  |  |       |       |       |       |            |            |            |            |            |            |
| |        |        |        |                |                |                |                |                |                |         |         |         |         |  |  |              |              |              |              |              |              |  |  |                |                |                |                |                |                |  |  |                |                |                |                |                |                |  |  |                           |                           |                           |                           |                           |                           |  |  |               |           |           |           |           |           |  |  |         |         |         |         |         |         |  |  |                        |                        |                        |                        |                        |                        |  |  |       |       |       |       |            |            |            |            |            |            |
| Harlon | Harlon | Harlon | Harlon | Harlon         | Harlon         |                |                | Quenton        | Quenton        | Quenton | Quenton | Quenton | Quenton |  |  | Donel        | Donel        | Donel        | Donel        | Donel        | Donel        |  |  | Balon IX       | Balon IX       | Balon IX       | Balon IX       | Balon IX       | Balon IX       |  |  | Alannys Harlaw | Alannys Harlaw | Alannys Harlaw | Alannys Harlaw | Alannys Harlaw | Alannys Harlaw |  |  | Euron III "Olho de Corvo" | Euron III "Olho de Corvo" | Euron III "Olho de Corvo" | Euron III "Olho de Corvo" | Euron III "Olho de Corvo" | Euron III "Olho de Corvo" |  |  | Victarion     | Victarion | Victarion | Victarion | Victarion | Victarion |  |  | Urrigon | Urrigon | Urrigon | Urrigon | Urrigon | Urrigon |  |  | Aeron "Cabelo-Molhado" | Aeron "Cabelo-Molhado" | Aeron "Cabelo-Molhado" | Aeron "Cabelo-Molhado" | Aeron "Cabelo-Molhado" | Aeron "Cabelo-Molhado" |  |  | Robin | Robin | Robin | Robin | Robin      | Robin      |            |            |            |            |
| Harlon | Harlon | Harlon | Harlon | Harlon         | Harlon         |                |                | Quenton        | Quenton        | Quenton | Quenton | Quenton | Quenton |  |  | Donel        | Donel        | Donel        | Donel        | Donel        | Donel        |  |  | Balon IX       | Balon IX       | Balon IX       | Balon IX       | Balon IX       | Balon IX       |  |  | Alannys Harlaw | Alannys Harlaw | Alannys Harlaw | Alannys Harlaw | Alannys Harlaw | Alannys Harlaw |  |  | Euron III "Olho de Corvo" | Euron III "Olho de Corvo" | Euron III "Olho de Corvo" | Euron III "Olho de Corvo" | Euron III "Olho de Corvo" | Euron III "Olho de Corvo" |  |  | Victarion     | Victarion | Victarion | Victarion | Victarion | Victarion |  |  | Urrigon | Urrigon | Urrigon | Urrigon | Urrigon | Urrigon |  |  | Aeron "Cabelo-Molhado" | Aeron "Cabelo-Molhado" | Aeron "Cabelo-Molhado" | Aeron "Cabelo-Molhado" | Aeron "Cabelo-Molhado" | Aeron "Cabelo-Molhado" |  |  | Robin | Robin | Robin | Robin | Robin      | Robin      |            |            |            |            |
| |        |        |        |                |                |                |                |                |                |         |         |         |         |  |  |              |              |              |              |              |              |  |  |                |                |                |                |                |                |  |  |                |                |                |                |                |                |  |  |                           |                           |                           |                           |                           |                           |  |  |               |           |           |           |           |           |  |  |         |         |         |         |         |         |  |  |                        |                        |                        |                        |                        |                        |  |  |       |       |       |       |            |            |            |            |            |            |
| |        |        |        |                |                |                |                |                |                |         |         |         |         |  |  |              |              |              |              |              |              |  |  |                |                |                |                |                |                |  |  |                |                |                |                |                |                |  |  |                           |                           |                           |                           |                           |                           |  |  |               |           |           |           |           |           |  |  |         |         |         |         |         |         |  |  |                        |                        |                        |                        |                        |                        |  |  |       |       |       |       |            |            |            |            |            |            |
| Rodrik | Rodrik | Rodrik | Rodrik | Rodrik         | Rodrik         |                |                | Maron          | Maron          | Maron   | Maron   | Maron   | Maron   |  |  | Asha Greyjoy | Asha Greyjoy | Asha Greyjoy | Asha Greyjoy | Asha Greyjoy | Asha Greyjoy |  |  | Erik Ironmaker | Erik Ironmaker | Erik Ironmaker | Erik Ironmaker | Erik Ironmaker | Erik Ironmaker |  |  | Theon          | Theon          | Theon          | Theon          | Theon          | Theon          |  |  | vários filhos bastardos   | vários filhos bastardos   | vários filhos bastardos   | vários filhos bastardos   | vários filhos bastardos   | vários filhos bastardos   |  |  |               |           |           |           |           |           |  |  |         |         |         |         |         |         |  |  |                        |                        |                        |                        |                        |                        |  |  |       |       |       |       |            |            |            |            |            |            |
| Rodrik | Rodrik | Rodrik | Rodrik | Rodrik         | Rodrik         |                |                | Maron          | Maron          | Maron   | Maron   | Maron   | Maron   |  |  | Asha Greyjoy | Asha Greyjoy | Asha Greyjoy | Asha Greyjoy | Asha Greyjoy | Asha Greyjoy |  |  | Erik Ironmaker | Erik Ironmaker | Erik Ironmaker | Erik Ironmaker | Erik Ironmaker | Erik Ironmaker |  |  | Theon          | Theon          | Theon          | Theon          | Theon          | Theon          |  |  | vários filhos bastardos   | vários filhos bastardos   | vários filhos bastardos   | vários filhos bastardos   | vários filhos bastardos   | vários filhos bastardos   |  |  |               |           |           |           |           |           |  |  |         |         |         |         |         |         |  |  |                        |                        |                        |                        |                        |                        |  |  |       |       |       |       |            |            |            |            |            |            |

### Série de televisão
Na série da HBO Game of Thrones, o nome da personagem é mudado para Yara, para evitar confundir com outra personagem, Osha. É a única das personagens mais importantes da saga nos livros que recebe outro nome na televisão. Ela não aparece na 1ª temporada.

#### 2ª temporada (2012)
O Theon retorna a Pyke como enviado do rei Robb Stark. Yara aparece montada num cavalo para cumprimentá-lo, posando como se fosse uma plebeia qualquer para testar a natureza de seu irmão. Ela lhe oferece-lhe uma carona em seu cavalo até o castelo Pyke. Depois de tantos anos longe das Ilhas de Ferro, ele não a reconhece e é insistente em suas tentativas de seduzi-la. No castelo, ele apresenta a sugerida aliança de Robb para seu pai, Balon Greyjoy, que rejeita os termos, insistindo que ele é nascido do ferro e vai conquistar por si mesmo a sua coroa. Ele compara Theon desfavoravelmente a Yara, revelando sua identidade e diz à filha que ela vai liderar o ataque. Yara recebe trinta navios para capturar Deepwood Motte, o reduto da Casa Glover, enquanto Theon recebe um único navio para atacar aldeias de pescadores ao longo da Costa Pedregosa. Ela prepara seus navios em Red Harbour e cavalga até Lordsport para alcançar sua frota, onde encontra Theon lutando para comandar sua tripulação rebelde. Ela aproveita a oportunidade para zombar dele novamente. Seus homens esperariam um ano por ela, se necessário, mas a tripulação de Theon não é leal a ele. A força de Yara toma Deepwood Motte como planejado, mas Theon ignora suas ordens e captura Winterfell ao invés de atrair a guarnição para defender a Praça de Torrhen. Ele escreve para Yara solicitando reforços para manter o castelo e depois anuncia ao povo reunido de Winterfell que ela lhe enviará 500 homens. Yara descobre que o irmão executou Bran Stark e Rickon Stark (na verdade eram dois órfãos de uma fazenda local) por tentar escapar do cativeiro. Ela viaja para Winterfell com apenas vinte homens e tenta convencer Theon a voltar para casa com ela para evitar a vingança de Robb Stark, mas falha. Theon é posteriormente capturado pela Casa Bolton.

#### 3ª temporada (2013)
Após os eventos do Casamento Vermelho e da ascensão de Roose Bolton a Guardião do Norte, o filho bastardo de Roose e o torturador-mutilador de Theon, Ramsay Snow, envia uma carta e uma caixa contendo os genitais de Theon para Pyke e para os Greyjoy. Na carta, Ramsay exige que o pai de Yara ordene que todos os Nascidos do Ferro deixem o Norte na primeira noite da lua cheia, sob a ameaça de esfolá-los vivos e mais torturas e mutilações contra Theon. Balon se recusa a ceder as terras e castelos tomados pelos Ironborn e descarta libertar Theon por tê-lo desobedecido e por não mais "ser um homem", incapaz de continuar a família de Greyjoy com os seus próprios filhos. Yara, no entanto, decide embarcar no navio mais rápido da Frota de Ferro junto com os 50 melhores assassinos das ilhas e navegar pelo Mar Estreito para marchar contra o Dreadfort dos Bolton para resgatar seu irmão e trazê-lo de volta para casa.

#### 4ª temporada (2014)
Yara e seu homens navegam silenciosamente em barcos e canoas pelo rio durante a aproximação de Dreadfort. Ela e seus homens usam ganchos para escalar as muralhas do castelo e descobrir onde Theon está sendo mantido. No entanto, quando eles entram nos canis onde ele está dormindo, Theon, acreditando ser outro dos jogos mentais psicológicos de Ramsay, afirma que ele é "Reek" e se recusa a ir. Ramsay chega com alguns guardas e, na luta que se segue, a maioria dos dois lados é morta. Yara oferece sua vida a Ramsay se ele entregar Theon, mas ele liberta seus cães selvagens e os Nascidos do Ferro são forçados a se retirar sem Theon. Uma vez de volta aos barcos, Yara afirma que seu irmão está morto.

#### 6ª temporada (2016)
De volta a Pyke, Yara tem uma áspera discussão com o pai sobre a guerra que ele iniciou contra os Stark e seus vassalos dizendo que ela é uma causa perdida; também não aceita as reprimendas de Bailor sobre a incursão a Dreafort para libertar Theon onde vários de seus homens foram mortos. Os dois se afastam e pouco tempo depois Balon é morto pelo irmão Euron Greyjoy. O corpo de Balon é descoberto após a tempestade que grassou sobre as ilhas e no dia seguinte Yara comparece ao seu funeral à beira-mar, supervisionado por seu tio  Aeron Greyjoy. Após o funeral, ela promete vingar a morte do pai, encontrando quem é o responsável e dando-os ainda vivos como alimento aos tubarões. Quando Yara anuncia sua intenção de suceder ao pai no Trono do Sal, Aeron lembra sua sobrinha que é o  Kingsmoot que escolhe o próximo governante. Enquanto Balon queria que sua filha o sucedesse, Aeron afirma firmemente que Balon não faz as regras mas que talvez ela seja a eleita e se torne a primeira mulher na história a governar as Ilhas de Ferro. Depois que Theon finalmente foge de Ramsay Bolton e retorna para as Ilhas de Ferro, Yara repreende-o por tê-la traído em Dreadfort. Ela sugere que a chegada de Theon pouco antes da eleição do novo rei sinaliza seu desejo de sê-lo, o que ele nega e diz que a apoia em sua reivindicação ao trono. 
Durante o Kingsmoot, Yara reivindica o Trono do Sal e inicialmente ganha o apoio dos participantes, citando sua experiência liderando os Ironborn e como guerreira do mar. No entanto, um homem não a apóia devido ao seu sexo e ao retorno de Theon. Essa observação leva Theon a falar sobre a bravura e legitimidade de Yara para governar. Seu discurso convence a maior parte dos Ironborn, mas assim que ela está prestes a ser eleita Euron chega. Ele por sua vez reivindica o trono para si como irmão de Balon e Yara o acusa de assassinar o pai. Euron admite tê-lo matado mas convence com sucesso os outros que seu antigo rei os estava impedindo de serem grandiosos. Euron vence o Kingsmoot prometendo casar-se com Daenerys Targaryen e ajudá-la a vingar-se brutalmente no continente. Enquanto ele está sendo batizado como o novo governante das Ilhas de Ferro, Yara e Theon, percebendo que serão assassinados, reúnem os seus homens leais e escapam com a maioria da Frota de Ferro.
Em seu caminho para Essos, a frota se detém em Volantis, nas Cidades Livres, onde a tripulação procura um bordel para relaxar. Nele, Yara pega para si uma das prostitutas. Depois os irmãos chegam a Meereen com sua frota de cem navios em busca de Daenerys para lhe oferecer uma aliança, em troca de ajuda para se vingarem de Euron e o reconhecimento de Yara como a verdadeira Rainha das Ilhas de Ferro. Ao fim da reunião, em que eles colocam que se Euron não tem piedade com a própria família o que faria com ela caso ela aceitasse seu pedido de casamento e sua aliança, Daenerys aceita o acordo com a condição de que os Homens Ferro parem com seus estupros e pilhagens no continente, o que Yara aceita relutantemente. Algum tempo depois, Yara e Theon começam a viagem de volta para Westeros, com a Frota de Ferro fazendo parte da maciça força de invasão de Daenerys Targaryen e os seus três dragões.

#### 7ª temporada (2017)
Depois de chegarem a Pedra do Dragão com a frota, Yara incentiva Daenerys a atacar Porto Real imediatamente aproveitando-se da surpresa e da superioridade, dizendo que a capital cairia em um dia. Tyrion Lannister, porém, que é a Mão da Rainha de Daenerys, objeta dizendo que isso provocaria a morte de muitos civis inocentes. O plano passa a ser Yara e Theon escoltarem Ellaria Sand  de volta a  Dorne com sua frota para ela preparar seu exército que então será levado para Porto Real, novamente por Yara, enquanto o exército de Olenna Tyrell ataca a capital do oeste. Yara então parte para Dorne a bordo de seu Vento Negro e parte de sua frota, levando a bordo, além do irmão Theon, Ellaria Sand e sua filha mais nova Tyene, e as meio-irmãs da filha, Obara e Nymeria Sand, três das Serpentes da Areia. Embaladas pelas bebidas na cabine do navio Yara e Ellaria, também bissexual, acabam flertando, se beijando e se abraçando na presença de um confuso Theon, quando o navio é fortemente atacado.
A frota é emboscada por Euron Greyjoy e o restante da Frota de Ferro que ficou sob seu comando. Na batalha naval que se segue, com navios afundados e incendiados, Euron sai vitorioso, mata cruelmente Obara e Nymeria e começa uma luta com Yara, que acaba derrotada e com uma machadinha encostada em sua garganta. Ele desafia Theon a vir libertar a irmã mas Theon, com a lembrança das torturas que sofreu de Ramsay Bolton ao ver os homens de Euron cortando as línguas dos seus marinheiros derrotados, covardemente foge pulando ao mar. Yara é feita prisioneira por Euron, junto com Ellaria e Tyene, mantidas vivas, e são levadas a Porto Real pelo tio, que pretende oferecer as duas dornenses como um presente a Cersei Lannister, pois Ellaria havia envenenado a filha de Cersei, a princesa Myrcella Baratheon. Ellaria e a filha são aprisionadas nas masmorras e Yara levada embora acorrentada por Euron e guardas armados.

#### 8ª temporada (2019)
Amarrada a uma coluna na cabine de Euron em seu navio Silêncio, ela pergunta ao tio porque não a mata de uma vez. Ele responde que ela é única que sobrou da família, que é corajosa e precisa de alguém para conversar às vezes já que os seus marinheiros são mudos.
Quando ele se ausenta para ir a encontrar-se com Cersei Lannister, Theon e um grupo de Homens de Ferro invadem o navio e a libertam. Já no convés de um de seus navios, ela vê o irmão separar-se dela para ir lutar contra os mortos-vivos ao lado de Jon Snow em Winterfell.  Depois da vitória contra os mortos-vivos, é realizado um Conselho de Guerra em Pedra do Dragão e Varys informa a todos que Yara retomou a Ilha de Ferro de Euron Greyjoy em nome da rainha Daenerys Targaryen.
Depois do assassinato de Daenerys Targaryen pelas mãos de Jon Snow, um conselho de lordes de Westeros se reúne no Fosso do Dragão para escolher um novo rei dos Sete Reinos de Westeros. Yara está entre eles, e depois de um protesto contra qualquer perdão a Tyrion Lannister e Jon Snow pelos crimes contra a rainha reinante Daenerys à qual havia jurado a lealdade das Ilhas de Ferro, ela concorda em participar da escolha dos nobres e ajuda a eleger Bran Stark como novo rei dos Seis Reinos de Westeros, e também concorda com a ideia de ter Sansa Stark como a rainha reinante do Reino do Norte.

## Atriz

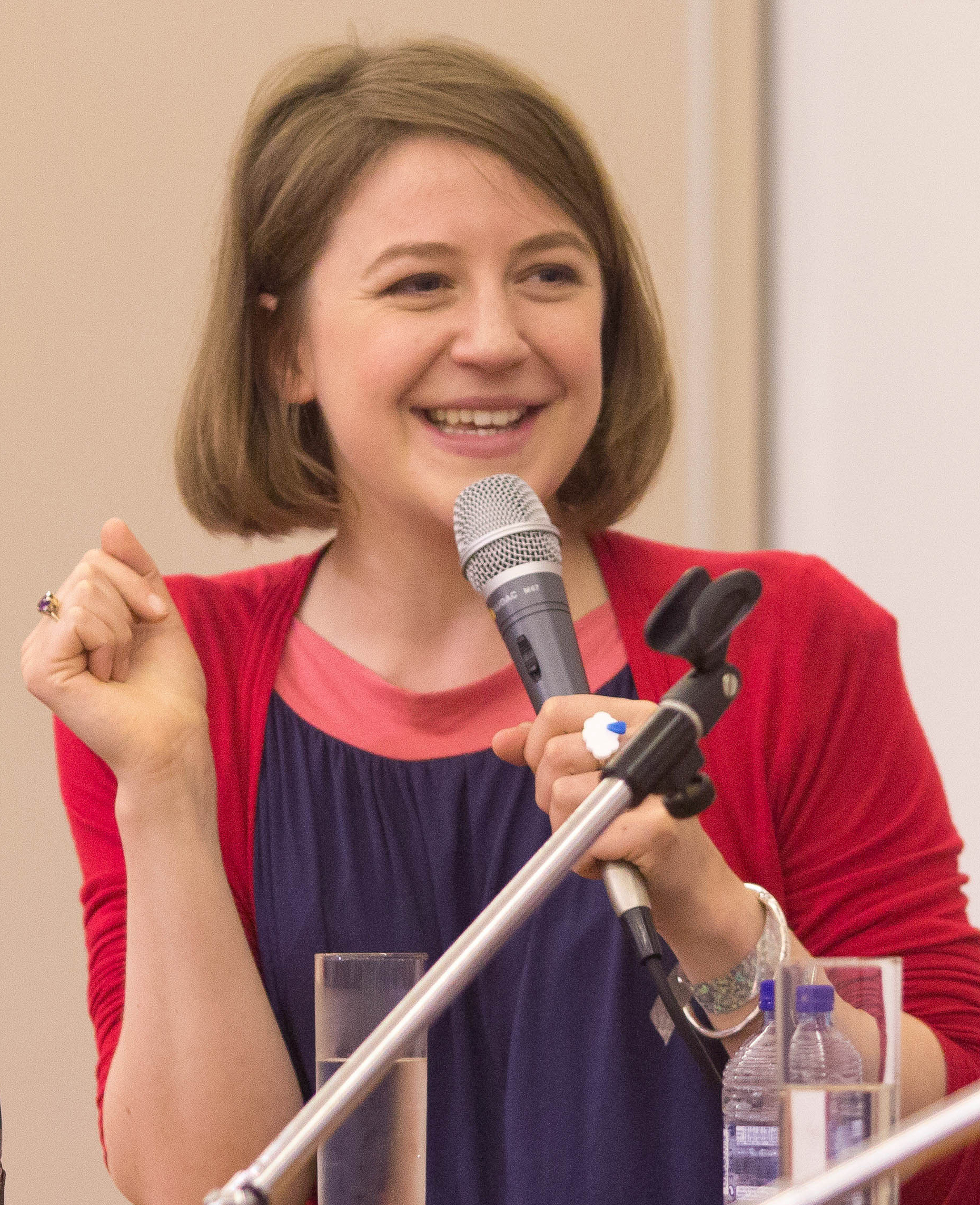
A atriz Gemma Whelan interpreta Yara Greyjoy na série Game of Thrones de televisão.

Yara Greyjoy é interpretada na série de televisão Game of Thrones pela atriz, comediante e dançarina profissional inglesa Gemma Whelan. Whelan contou em entrevista que quase perdeu o papel depois de ser confirmada para ele, por ter anunciado a sua presença em GoT em seu currículo profissional on line antes da estreia oficial da 2ª temporada, o que segundo ela "enlouqueceu a Internet" e lhe causou um grande problema com os produtores, depois contornado. Uma das polêmicas da série é a bissexualidade de Yara, algo que não existe na personagem Asha nos livros.
Segundo a atriz Gemma Whelan, o beijo que estava prestes a acontecer entre Yara e Ellaria Sand na 7ª temporada, no navio prestes a ser atacado por Euron Greyjoy e elas depois presas, não era algo combinado e foi improvisado, não sendo um ponto focal do roteiro que as duas fossem se beijar, deveriam apenas flertar uma com a outra. Fãs da comunidade gay da série, entretanto, protestaram com o fato da relação entre as duas ter sido impedida pelo choque com o navio de Euron; a decepção entre a comunidade LGBTQ se tornou maior ao descobrirem que ao invés de poderem ver um futuro no relacionamento das duas na série, a sétima temporada foi a última de Ellaria Sand, de acordo com o comunicado pela atriz que a interpreta, Indira Varma.